# Ogun Challenger 1986
L'Ogun Challenger 1986 è stato un torneo di tennis facente parte della categoria ATP Challenger Series nell'ambito dell'ATP Challenger Series 1986. Il torneo si è giocato a Ogun in Nigeria dal 3 al 9 marzo 1986 su campi in cemento.

## Vincitori

### Singolare
Stanislav Birner ha battuto in finale  Anthony Lane con il punteggio di 7–6, 6–4

### Doppio
Tony Mmoh /  Jarek Srnensky hanno battuto in finale  Jean-Philippe Fleurian /  Todd Witsken con il punteggio di 6–7, 6–0, 7–5